# Waldgirmes
Waldgirmes ist ein Ortsteil der Gemeinde Lahnau im mittelhessischen Lahn-Dill-Kreis. Die Ersterwähnung ist um 771 im Lorscher Codex, damit hat Waldgirmes eine über 1200-jährige Geschichte. Spuren schon weit früherer Besiedlung finden sich bereits im Forum, einer planmäßigen römischen Stadtgründung in der Germania Magna, die aber nach wenigen Jahren wieder aufgegeben wurde. Zwischen den Spuren römischer Bebauung aus der Zeit des Kaisers Augustus wurden Teile einer vergoldeten Reiterstatue des Kaisers aus Bronze gefunden („Pferdekopf von Waldgirmes“).

## Geographische Lage
Lahnau-Waldgirmes liegt im Lahntal zwischen Wetzlar-Naunheim und Lahnau-Dorlar, etwa einen Kilometer nördlich der Lahn und der Autobahnanschlussstelle Wetzlar-Ost zur A 45.

## Geschichte

### Ortsgeschichte
Aus dem Umkreis von Waldgirmes sind Funde aus der Bandkeramikerzeit (4600–3800 v. Chr.) und der Schnurkeramikerzeit (etwa 2500 v. Chr.) bekannt. Ferner ist aus der Zeit um 300 v. Chr. auch ein keltisches Gräberfeld bekannt.
Bei Waldgirmes befand sich eine römische Stadt in Gründungsphase, die wahrscheinlich nach der Schlacht im Teutoburger Wald aufgegeben wurde. Der offizielle Name der römischen Siedlung ist nicht bekannt.

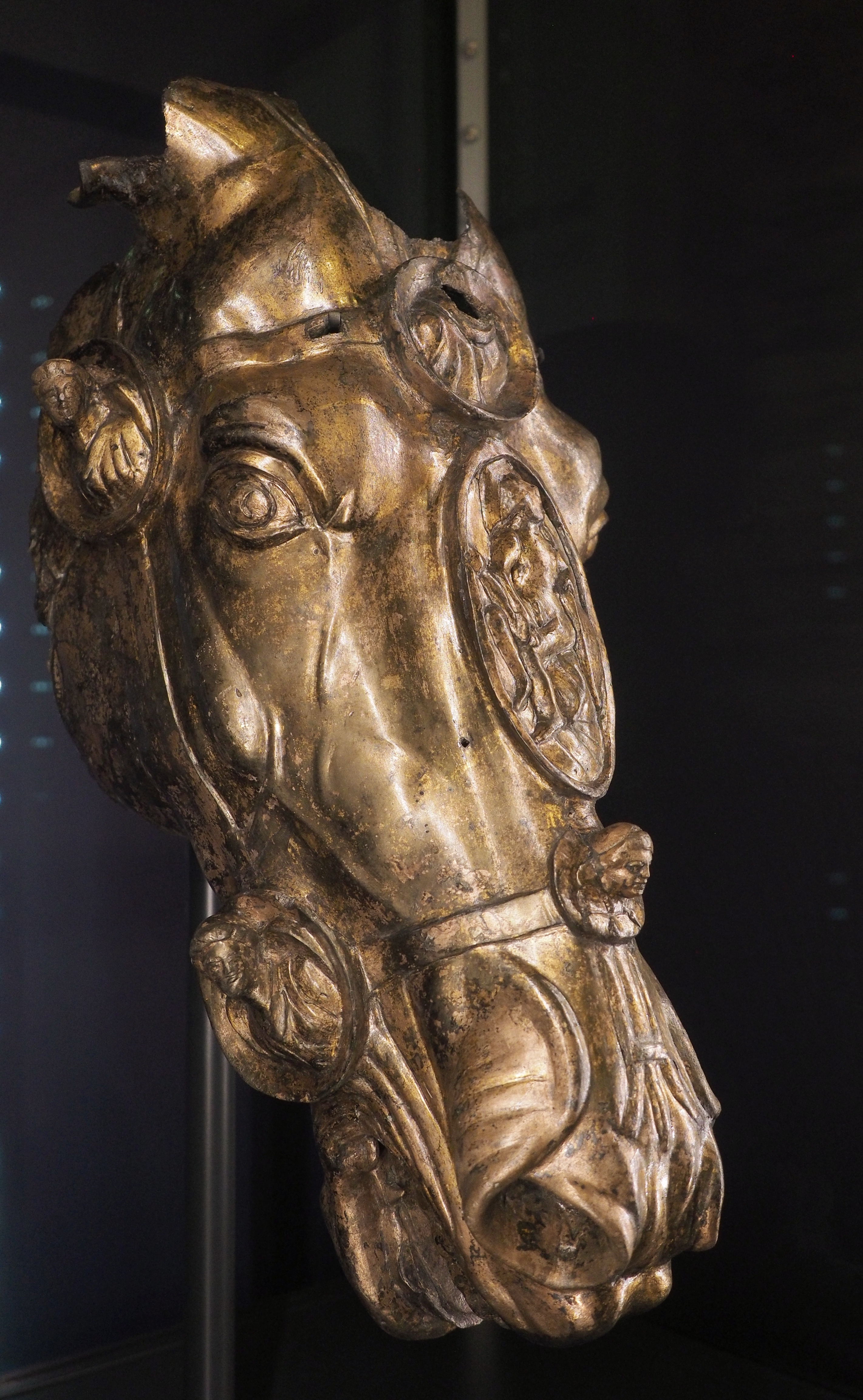
Der Pferdekopf von Waldgirmes nach der Restaurierung (2018)
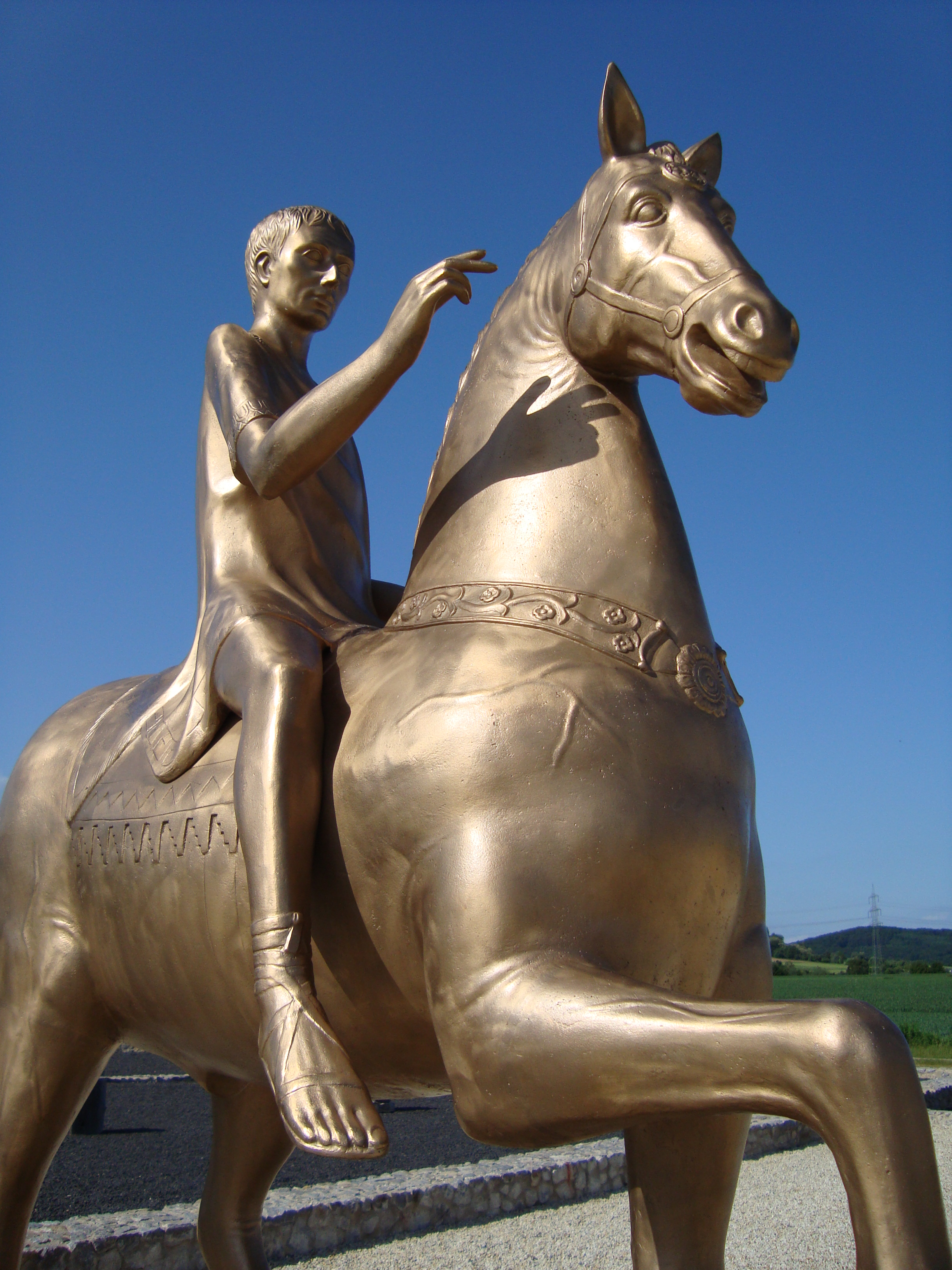
Rekonstruiertes Reiterdenkmal auf dem ehemaligen römischen Forum

Die älteste bekannte schriftliche Erwähnung von Waldgirmes erfolgte am 17. Juni 771 unter dem Namen Germitzer
im Lorscher Codex.
Im 8., 9. und 10. Jahrhundert gehörte Waldgirmes zur Grafschaft an der mittleren Lahn, als erster Graf ist ein gewisser Heimo im 8. Jahrhundert bezeugt.
1104 fiel Waldgirmes mit der westlichen Hälfte der Grafschaft Gleiberg an Graf Otto von Gleiberg, nach seiner Heirat mit der Erbin der Grafschaft Solms nannte er sich fortan Otto von Solms und vereinigte seine vorherigen Besitzungen mit der Grafschaft Solms. Bei der Aufteilung der Grafschaft 1255 unter die Brüder Heinrich und Marquard fiel Waldgirmes an Marquard, der sich nach seinem neuen Stammsitz als Graf von Solms-Königsberg bezeichnete. 1310 wurde südlich an Waldgirmes vorbei eine Straße von Wetzlar über Niedergirmes durch Naunheim zum Dorlarer Lahnübergang gebaut, welche die Klöster Altenberg und Dorlar verbinden sollte. 1350 verkaufte der letzte Vertreter der Linie Solms-Königsberg seinen Besitz an den Landgrafen Heinrich II. von Hessen, genannt „der Eiserne“. Erst 1629/1631 wurde dieser Vertrag allerdings durch Kaiser Ferdinand II. auch genehmigt. In der Zwischenzeit waren die Einwohner verpflichtet an zwei Herren den Zehnt zu entrichten.
Vor 1585 fand eine Teilung der „Rodheimer Mark“ statt, zu der auch Waldgirmes gehörte. Betroffen war hiervon auch eine Markwaldung am Königstuhl, die Spitzenberg, Hämuskopf oder Himberg genannt wurde. Hieraus resultierte ein Streit zwischen den Ortschaften Heuchelheim, Kinzenbach, Atzbach, Dorlar und Waldgirmes, der bis zum Abschluss eines Teilungsvertrages am 11. August 1773 andauerte.

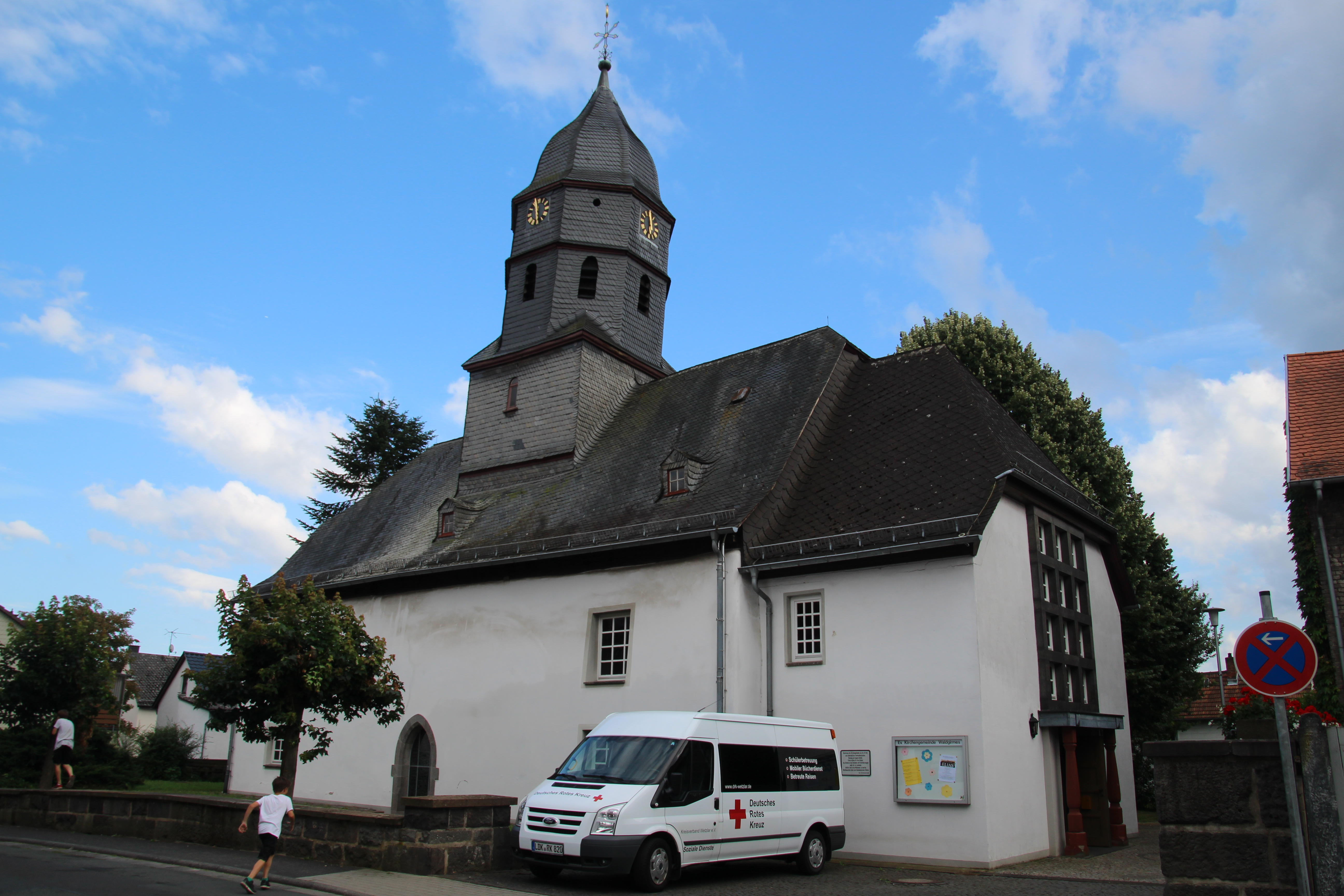
Historische Kirche

Im Dreißigjährigen Krieg wurden das protestantische Waldgirmes wie auch die Nachbarorte schwer getroffen. Unter anderem wurde Waldgirmes zum Kriegsende durch schwedische Truppen geplündert und hierbei die Kirche angezündet.
Seit 1816 gehörte Waldgirmes zum Kreis Gießen im Großherzogtum Hessen (‑Darmstadt). 1866 wurde Waldgirmes nach dem für die österreichische Seite (zu der auch das Großherzogtum Hessen zählte) verlorenen preußisch-österreichischen Krieg preußisch und 1867 in den Kreis Biedenkopf eingegliedert, danach gehörte es bis zur Bildung der Stadt Lahn 1977 zum Kreis Wetzlar.
Die Statistisch-topographisch-historische Beschreibung des Großherzogthums Hessen berichtet 1830 über Waldgirmes:

„Waldgirmes (L. Bez. Giessen) evangel. Pfarrdorf; liegt 2 St. von Giessen, und hat 142 Häuser und 754 Einwohner, die außer 16 Juden evangelisch sind, so wie 2 Mühlen. – Eine Dorfschaft Germenz, Girmes, und eine hiernach benannte Mark, kommt schon frühe vor. Die Kirche zu Waldgirmes wurde 1141, um welche Zeit sie eingeweiht ward, dem Kloster Schiffenberg geschenkt. Durch den Hauptvergleich vom 30. Oktober 1629 wurden die gemeinschaftlichen Aemter Königsberg und Hohensolms zwischen Hessen und Solms getheilt, und Waldgirmes zum Amt Königsberg geschlagen, kam mit andern Orten ausschließend an Hessen.“

Hessische Gebietsreform (1970–1977)
Im Zuge der Gebietsreform in Hessen wurde Waldgirmes am 1. Januar 1977 kraft Landesgesetz zum Stadtteil der neugeschaffenen Großstadt Lahn. Nach deren Auflösung infolge heftiger Proteste der Bevölkerung wurden die drei Stadtteile des bisherigen Stadtbezirks Lahntal, nämlich Waldgirmes, Dorlar und Atzbach, am 1. August 1979 in der Gemeinde Lahnau zusammengefasst.

### Verwaltungsgeschichte im Überblick
Die folgende Liste zeigt die Staaten und Verwaltungseinheiten, denen Waldgirmes angehört(e):

- 771: Fränkisches Reich, Lahngau (in pago Logenehein in Germizer marca)
- vor 1357: Heiliges Römisches Reich, Grafen von Solms
- ab 1357: Heiliges Römisches Reich, Landgrafschaft Hessen und Hohensolms gemeinschaftlich, Amt Königsberg
- ab 1567: Heiliges Römisches Reich, Landgrafschaft Hessen-Marburg und Hohensolms gemeinschaftlich, Amt Königsberg[10]
- 1604–1648: Heiliges Römisches Reich, strittig zwischen Landgrafschaft Hessen-Darmstadt und Landgrafschaft Hessen-Kassel (Hessenkrieg)
- ab 1627: Heiliges Römisches Reich, Landgrafschaft Hessen-Darmstadt, und  Hohensolms gemeinschaftlich, Amt Königsberg
- ab 1629: Heiliges Römisches Reich, Landgrafschaft Hessen-Darmstadt (durch Abteilungsvertrag), Amt Königsberg[11]
- 1787: Heiliges Römisches Reich, Landgrafschaft Hessen-Darmstadt, Oberfürstentum Hessen, Amt Königsberg[12]
- ab 1806: Großherzogtum Hessen,[Anm. 2] Fürstentum Oberhessen, Amt Königsberg[13][14]
- ab 1815: Großherzogtum Hessen, Provinz Oberhessen, Amt Königsberg[15]
- ab 1821: Großherzogtum Hessen, Provinz Oberhessen, Landratsbezirk Gießen[Anm. 3]
- ab 1832: Großherzogtum Hessen, Provinz Oberhessen, Landkreis Gießen
- ab 1848: Großherzogtum Hessen, Regierungsbezirk Gießen
- ab 1852: Großherzogtum Hessen, Provinz Oberhessen, Landkreis Gießen
- ab 1867: Königreich Preußen,[Anm. 4] Provinz Hessen-Nassau,  Regierungsbezirk Wiesbaden, Kreis Biedenkopf (übergangsweise Hinterlandkreis)[11]
- ab 1871: Deutsches Reich, Königreich Preußen, Provinz Hessen-Nassau, Regierungsbezirk Wiesbaden, Kreis Biedenkopf
- ab 1918: Deutsches Reich (Weimarer Republik), Freistaat Preußen, Provinz Hessen-Nassau, Regierungsbezirk Wiesbaden, Kreis Biedenkopf
- ab 1932:  Deutsches Reich, Freistaat Preußen, Provinz Hessen-Nassau, Regierungsbezirk Wiesbaden, Kreis Wetzlar
- ab 1944: Deutsches Reich, Freistaat Preußen, Provinz Nassau, Kreis Wetzlar
- ab 1945: Amerikanische Besatzungszone,[Anm. 5] Groß-Hessen, Regierungsbezirk Wiesbaden, Kreis Wetzlar
- ab 1946: Amerikanische Besatzungszone, Hessen, Regierungsbezirk Wiesbaden, Kreis Wetzlar
- ab 1949: Bundesrepublik Deutschland, Hessen, Regierungsbezirk Wiesbaden, Kreis Wetzlar
- ab 1968: Bundesrepublik Deutschland, Hessen, Regierungsbezirk Darmstadt, Kreis Wetzlar
- ab 1977: Bundesrepublik Deutschland, Hessen, Regierungsbezirk Darmstadt, Stadt Lahn
- ab 1979: Bundesrepublik Deutschland, Hessen, Regierungsbezirk Darmstadt, Lahn-Dill-Kreis, Gemeinde Lahnau
- ab 1981: Bundesrepublik Deutschland, Hessen, Regierungsbezirk Gießen, Lahn-Dill-Kreis, Gemeinde Lahnau

### Gerichte seit 1803
In der Landgrafschaft Hessen-Darmstadt wurde mit Ausführungsverordnung vom 9. Dezember 1803 das Gerichtswesen neu organisiert. Für die Provinz Oberhessen wurde das „Hofgericht Gießen“ als Gericht der zweiten Instanz eingerichtet. Die Rechtsprechung der ersten Instanz wurde durch die Ämter bzw. Standesherren vorgenommen und somit war für Waldgirmes das „Amt Königsberg“ zuständig.
Das Hofgericht war für normale bürgerliche Streitsachen Gericht der zweiten Instanz, für standesherrliche Familienrechtssachen und Kriminalfälle die erste Instanz. Übergeordnet war das Oberappellationsgericht Darmstadt.
Mit der Gründung des Großherzogtums Hessen 1806 wurde diese Funktion beibehalten, während die Aufgaben der ersten Instanz 1821 im Rahmen der Trennung von Rechtsprechung und Verwaltung auf die neu geschaffenen Land- bzw. Stadtgerichte übergingen. „Stadtgericht Gießen“ war daher von 1821 bis 1866 die Bezeichnung für das erstinstanzliche Gericht das für Waldgirmes zuständig war.
Nach der Abtretung des nordwestlichen Teil des Landkreises Gießen und mit ihm Waldgirmes an Preußen, infolge des Friedensvertrags vom 3. September 1866 zwischen dem Großherzogtum Hessen und dem Königreich Preußen wurde Waldgirmes vom Stadtgericht Gießen abgetrennt. Im Juni 1867 erging eine königliche Verordnung, die die Gerichtsverfassung im vormaligen Herzogtum Nassau und den vormals zum Großherzogtum Hessen gehörenden Gebietsteilen neu ordnete. Die bisherigen Gerichtsbehörden sollten aufgehoben und durch Amtsgerichte in erster, Kreisgerichte in zweiter und ein Appellationsgericht in dritter Instanz ersetzt werden. Im Zuge dessen erfolgte am 1. September 1867 die Umbenennung des bisherigen Landgerichts in Amtsgericht Gladenbach und die Zulegung von Waldgirmes zu diesem Gericht. Die Gerichte der übergeordneten Instanzen waren das Kreisgericht Dillenburg und das Appellationsgericht Wiesbaden. Aufgrund des Gerichtsverfassungsgesetzes 1877 kam es mit Wirkung zum 1. Oktober 1879 zum Wechsel des Amtsgerichts in den Bezirk des neu errichteten Landgerichts Marburg.
Mit Wirkung zum 1. Oktober 1902 wurden Naunheim vom Amtsgerichtsbezirk Gladenbach getrennt und dem Amtsgericht Wetzlar zugelegt.
In der Bundesrepublik Deutschland sind die übergeordneten Instanzen das Landgericht Limburg, das Oberlandesgericht Frankfurt am Main sowie der Bundesgerichtshof als letzte Instanz.

## Bevölkerung

### Einwohnerentwicklung
| • 1791: | 602 Einwohner             |
| • 1800: | 604 Einwohner             |
| • 1806: | 683 Einwohner, 143 Häuser |
| • 1829: | 754 Einwohner, 142 Häuser |

| Waldgirmes: Einwohnerzahlen von 1791 bis 2016 | Waldgirmes: Einwohnerzahlen von 1791 bis 2016 | Waldgirmes: Einwohnerzahlen von 1791 bis 2016 | Waldgirmes: Einwohnerzahlen von 1791 bis 2016 | Waldgirmes: Einwohnerzahlen von 1791 bis 2016 |
| --- | --------------------------------------------- | --------------------------------------------- | --------------------------------------------- | --------------------------------------------- |
| Jahr |                                               |                                               |                                               | Einwohner                                     |
| 1791 | 1791                                          |                                               | 602                                           | 602                                           |
| 1800 | 1800                                          |                                               | 604                                           | 604                                           |
| 1806 | 1806                                          |                                               | 683                                           | 683                                           |
| 1829 | 1829                                          |                                               | 754                                           | 754                                           |
| 1834 | 1834                                          |                                               | 785                                           | 785                                           |
| 1840 | 1840                                          |                                               | 804                                           | 804                                           |
| 1846 | 1846                                          |                                               | 801                                           | 801                                           |
| 1852 | 1852                                          |                                               | 834                                           | 834                                           |
| 1858 | 1858                                          |                                               | 809                                           | 809                                           |
| 1864 | 1864                                          |                                               | 874                                           | 874                                           |
| 1871 | 1871                                          |                                               | 906                                           | 906                                           |
| 1875 | 1875                                          |                                               | 955                                           | 955                                           |
| 1885 | 1885                                          |                                               | 927                                           | 927                                           |
| 1895 | 1895                                          |                                               | 1.081                                         | 1.081                                         |
| 1905 | 1905                                          |                                               | 1.297                                         | 1.297                                         |
| 1910 | 1910                                          |                                               | 1.360                                         | 1.360                                         |
| 1925 | 1925                                          |                                               | 1.528                                         | 1.528                                         |
| 1939 | 1939                                          |                                               | 1.829                                         | 1.829                                         |
| 1946 | 1946                                          |                                               | 2.323                                         | 2.323                                         |
| 1950 | 1950                                          |                                               | 2.405                                         | 2.405                                         |
| 1956 | 1956                                          |                                               | 2.495                                         | 2.495                                         |
| 1961 | 1961                                          |                                               | 2.720                                         | 2.720                                         |
| 1967 | 1967                                          |                                               | 2.940                                         | 2.940                                         |
| 1970 | 1970                                          |                                               | 3.129                                         | 3.129                                         |
| 1980 | 1980                                          |                                               | ?                                             | ?                                             |
| 1990 | 1990                                          |                                               | ?                                             | ?                                             |
| 2000 | 2000                                          |                                               | ?                                             | ?                                             |
| 2011 | 2011                                          |                                               | 3.318                                         | 3.318                                         |
| 2016 | 2016                                          |                                               | 3.272                                         | 3.272                                         |
| Datenquelle: Historisches Gemeindeverzeichnis für Hessen: Die Bevölkerung der Gemeinden 1834 bis 1967. Wiesbaden: Hessisches Statistisches Landesamt, 1968. Weitere Quellen: ;Zensus 2011 |                                               |                                               |                                               |                                               |

### Historische Religionszugehörigkeit
- 1885:  883 evangelische, keine katholischen, 12 Christen anderer Konfession und 32 Juden[7]
- 1961: 2244 evangelische (= 82,50 %), 457 katholische (= 16,80 %) Einwohner[7]

## Wappen
Am 12. Juni 1970 wurde der Gemeinde Waldgirmes im damaligen Landkreis Wetzlar ein Wappen mit folgender Blasonierung verliehen: In Rot eine silberne Eiche, belegt mit blauem Schild, darin ein silberner Hammer und Schlägel.

## Kultur und Sehenswürdigkeiten
Museen
Waldgirmes verfügt über ein Heimatmuseum mit 470 m² Ausstellungsfläche in den Gebäuden und einer Hoffläche von 400 m². Zu sehen sind dort 3.700 Exponate. Das klassizistische Hauptgebäude wurde 1840/1841 als Schulhaus mit Lehrerwohnung erbaut. Zum Museum gehören ferner zwei Scheunen. Gegründet wurde es 1971 auf Initiative von Hedwig Schmidt (* 8. Dezember 1914; † 25. Mai 1980). 1977 erhielt das Museum zunächst die Räumlichkeiten der ehemaligen Lehrerwohnung. Getragen wird es von einem ebenfalls durch Hedwig Schmidt 1977 gegründeten Verein mit derzeit 230 Mitgliedern. Der Verein gibt auch Jahrbücher heraus.

## Wirtschaft und Infrastruktur
Bildung
In dem Ortsteil liegt die Grundschule an der Lahnaue für Grundschüler der Ortsteile Waldgirmes, Dorlar und Atzbach (ehemals Grundschule Waldgirmes). In dem Gebäude der Grundschule finden auch Schulungen und Lehrgänge der Kreisvolkshochschule Lahn-Dill-Kreis in Wetzlar statt.